# فصل بهار (ترانه)
«فصل بهار» نام قطعه‌ای اثر ناصر عبداللهی است که در سال ۱۳۸۵ و در آلبوم ماندگار به انتشار رسیده‌است.

## بازخوانی
«فصل بهار» در نوروز سال ۱۳۹۳ توسط جمعی از هنرمندان، بازخوانی شده‌است و در نوروزهای ۱۳۹۴ و ۱۳۹۵ نیز چند هنرمند، به این اثر اضافه شده‌اند. در بازخوانی سال ۱۳۹۵، از صدای دَه خواننده (ناصر عبداللهی، مرتضی پاشایی، محمد علیزاده، پیام عزیزی، رضا صادقی، سعید شهروز، محمدرضا هدایتی، سامان جلیلی، قنبر راستگو و مهدی یراحی) استفاده شده‌است.

## نماهنگ‌ها
نماهنگ فصل بهار سال ۱۳۹۳ که برای ویژه برنامه سال تحویل از صدا و سیما پخش شد در باغی خارج از تهران فیلم‌برداری شده‌است. هنرمندان در کنار میزی که روی آن سفره هفت‌سین و عکس ناصر عبداللهی قرار دارد این اثر را به زبان‌های محلی بازخوانی می‌کنند. مرتضی پاشایی، رضا صادقی، سعید شهروز، پیام عزیزی و مهدی یراحی در این نماهنگ حضور دارند. محمد علیزاده و قنبر راستگو به دلایلی در این نماهنگ حضور ندارند.
نماهنگ فصل بهار سال ۱۳۹۴ که در تیتراژ برنامه بهار نارنج استفاده شد در شهرک سینمایی و تلویزیونی ایران ضبط شده‌است. تهیه کنندگی این نماهنگ را احسان علیخانی و کارگردانی نماهنگ را برادران بوشهری بر عهده دارند. در این نماهنگ، محمدرضا هدایتی به عنوان خواننده زابلی به اثر اضافه می‌شود. تمام خوانندگان پیشین اثر (به غیر از مرتضی پاشایی) در این نماهنگ حضور دارند. در بخش خوانش مرتضی پاشایی که به علت مرگش در این نماهنگ حضور پیدا نکرد، از تصاویری سه بعدی از پاشایی استفاده شده‌است.
نماهنگ فصل بهار سال ۱۳۹۵ همان نماهنگ سال ۱۳۹۴ است و تنها ویدئویی از سامان جلیلی(گویش مازندرانی) به نماهنگ اضافه شده‌است.

## عوامل
آهنگساز: حسن کریمی
ترانه سرایان: حسن کریمی، مهرزاد امیرخانی
تنظیم و میکس: معین راهبر
مستر: کوشان حداد
کمانچه: احسان نی‌زن
عود: ابراهیم علوی
جفتی و آواز محلی بندری: قنبر راستگو
کاور: جمال دهقانپور